# Боботи (Мартвильский муниципалитет)
Боботи (груз. ბობოთი) — село в Грузии, на территории Мартвильского муниципалитета края (мхаре) Самегрело-Верхняя Сванетия.

## География
Село находится в западной части Грузии, на правом берегу реки Абаши, на расстоянии приблизительно 0,5 километра (по прямой) к западу от города Мартвили, административного центра муниципалитета. Абсолютная высота — 173 метра над уровнем моря.

## Население
По результатам официальной переписи населения 2014 года в Боботи проживало 539 человек (281 мужчина и 258 женщин). В национальной структуре населения грузины составляли 99,4 %.
| Год  | Население, человек |
| ---- | ------------------ |
| 2002 | 706                |
| 2014 | ↘ 539              |